# Logistička satnija GMTBR
Logistička satnija Gardijske motorizirane brigade ima zadaću pružati potporu postrojbama Gardijske motorizirane brigade, i to u tehničkom održavanju te opskrbi i transportu, kao i sanitetskom osiguranju.
 Pripadnici satnije opremaju postrojbe za međunarodne vojne operacije, u kojima i sami sudjeluju, a trenutačno je dvoje pripadnika u misiji ISAF, u sklopu OMLT-a i Medicinskog tima. Ova je satnija prilikom gašenja 1. i 4. GBR preuzela sredstva tih postrojbi te izvršila otpis neispravnih sredstava, što je bila i jedna od prvih zadaća satnije.